# Caumont, Ariège

Caumont este o comună în departamentul Ariège din sudul Franței. În 1 ianuarie 2022 avea o populație de 338 de locuitori.